# Raskopino (obwód wołogodzki)
Raskopino (ros. Раскопино) – wieś w Rosji, w rejonie wołogodzkim obwodu wołogodzkiego. W 2010 r. liczyła 109 mieszkańców.